# Landgericht Torgau

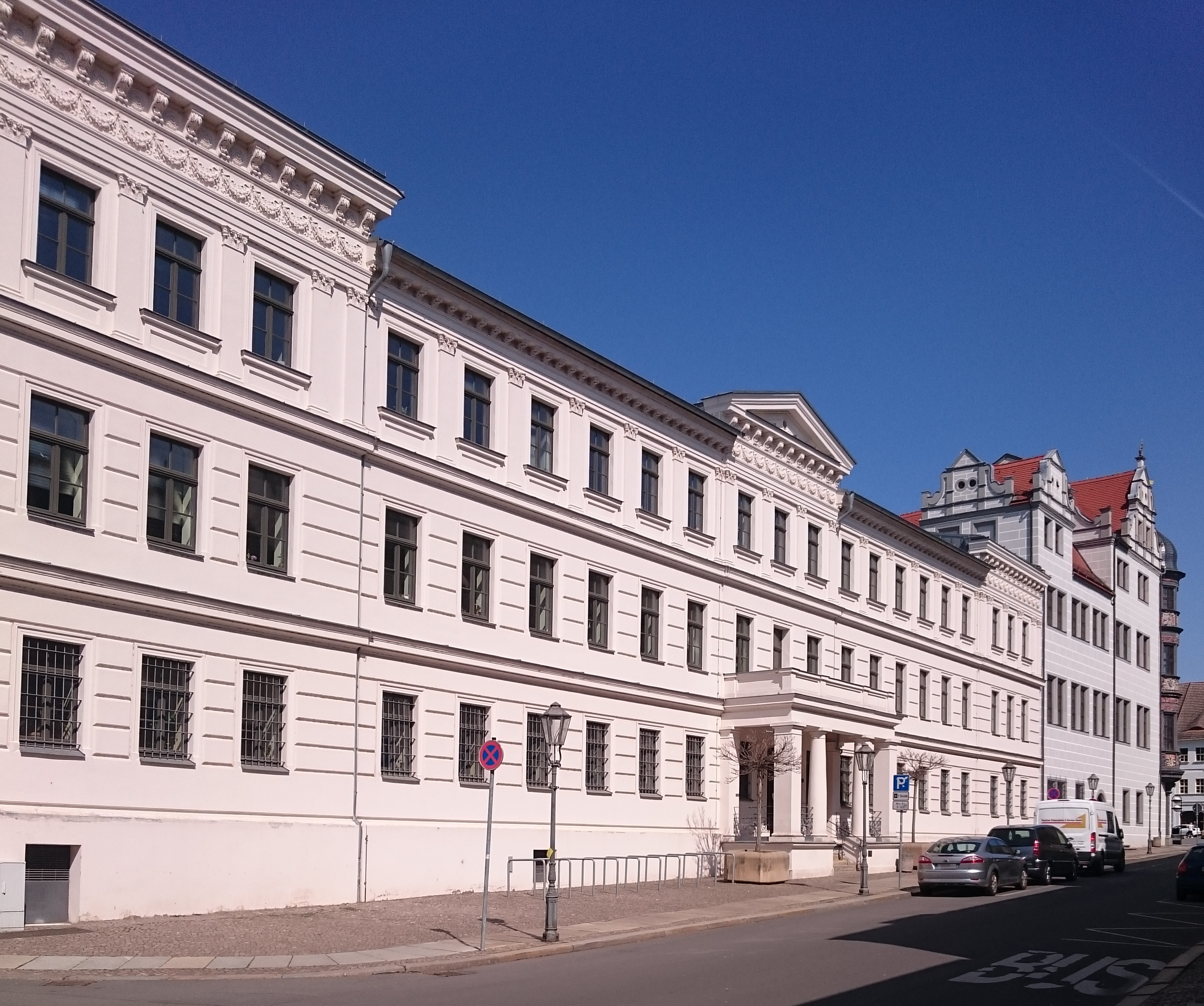
Gebäude des ehem. Landgerichtes (vor 2021)

Das Landgericht Torgau war ein preußisches Gericht der ordentlichen Gerichtsbarkeit im Bezirk des Oberlandesgerichtes Naumburg mit Sitz in Torgau.

## Vorgeschichte
Im Jahre 1849 wurden in Preußen Appellationsgerichte gebildet, denen Kreisgerichte nachgeordnet waren, die für jeweils einen Landkreis als erstinstanzliche Gerichte dienten. Für Naumburg entstand damit das Appellationsgericht Naumburg mit 15 zugeordneten Kreisgerichten, darunter das Kreisgericht Torgau.

## Geschichte
Das königlich-preußische Landgericht Torgau wurde mit Wirkung zum 1. Oktober 1879 als eines von 16 Landgerichten im Bezirk des Oberlandesgerichtes Naumburg gebildet. Der Sitz des Gerichtes war Torgau. Das Landgericht war danach für die Landkreise Liebenwerda, Schweinitz und Torgau, den größten Teil des Kreises Wittenberg und Teile der Kreise Bitterfeld und Delitzsch zuständig. Ihm waren folgende Amtsgerichte zugeordnet:
| Amtsgericht              | Sitz         | Bezirk |
| ------------------------ | ------------ | --- |
| Amtsgericht Belgern      | Belgern      | aus dem Kreis Torgau der Stadtbezirk Belgern, die Amtsbezirke Ammelgoßwitz, Paußnitz und Oberförsterei Sitzenroda, aus dem Amtsbezirk Arzberg der Gemeindebezirk Cöllitzsch-Korgitzsch, die Gutsbezirke Adelwitz und Ottersitz und aus dem Amtsbezirk Loßwitz die Gemeindebezirke Döbeltitz und Mahitzschen und der Gutsbezirk Mahitzschen                                                                         |
| Amtsgericht Dommitzsch   | Dommitzsch   | aus dem Kreis Torgau der Stadtbezirk Dommitzsch, die Amtsbezirke Oberförsterei Falkenberg und Roitzsch, aus dem Amtsbezirk Großtreben der Gutsbezirk Last Mockritz, aus dem Amtsbezoirk Süptitz der Gemeindebezirk Weidenhain, aus dem Amtsbezirk Zinna die Gemeindebezirke Commende, Dommitzsch, Drebligar, Elsnig, Mockritz und Polbitz sowie der Gutsbezirk Vogelgesang                                         |
| Düben                    | Düben        | aus dem Kreis Bitterfeld der Stadtbezirk Düben und die Amtsbezirke Authausen, Schwemsal, Söllichau und Tornau; aus dem Kreis Delitzsch der Amtsbezirk Tiefensee und der Amtsbezirk Hohenprießnitz ohne die Gemeindebezirke Gruna, Hohenprießnitz, Laußig und die Gutsbezirke Gruna und Hohenprießnitz |
| Amtsgericht Eilenburg    | Eilenburg    | aus dem Kreis Delitzsch der Stadtbezirk Eilenburg und die Amtsbezirke Doberschütz, Eulenfeld, Gotha, Jesewitz, Krippehna, Mensdorf, Pressen, Sprotta, Wöllnau und Zschepplin sowie aus dem Amtsbezirk Hohenpriesnitz die Gemeindebezirke Gruna, Hohenprießnitz, Laußig und die Gutsbezirke Gruna und Hohenprießnitz                                                                                                |
| Amtsgericht Elsterwerda  | Elsterwerda  | aus dem Kreis Liebenwerda die Stadtbezirke Elsterwerda und Ortrand und die Amtsbezirke Oberförsterei Elsterwerda, Gröden, Großthiemig, Mückenberg und Schraden sowie aus dem Amtsbezirk Hohenleipisch die Gemeindebezirke Döllingen, Kahla und Plessa und der Gutsbezirk Döllingen |
| Amtsgericht Herzberg     | Herzberg     | der Kreis Schweinitz ohne die Teile, die den Amtsgerichten Jessen, Schlieben und Schweinitz zugeordnet waren; aus dem Kreis Liebenwerda aus dem Amtsbezirk Falkenberg die Gemeindebezirke Bomsdorf, Cölsa, Falkenberg und Schmerkendorf und die Gutsbezirke Falkenberg und Schmerkendorf und aus dem Amtsbezirk Wiederau die Gemeindebezirke Drasdo, Langennaundorf, München, Wiederau und der Gutsbezirk Wiederau |
| Amtsgericht Jessen       | Jessen       | aus dem Kreis Schweinitz die Stadtbezirke Jessen und Seyda und die Amtsbezirke Clöden, Gentha und Rade |
| Amtsgericht Kemberg      | Kemberg      | aus dem Kreis Wittenberg der Stadtbezirk Kemberg, der Amtsbezirk Radis mit Ausnahmen des Gemeinde- und Gutsbezirks Radis, der Amtsbezirk Trebitz ohne die Gemeindebezirke Kleinzerbst und Österitz, aus dem Amtsbezirk Bleesen der Gemeindebezirk Bergwitz, aus dem Amtsbezirk Reinharz die Gemeindebezirke Ateritz und Gommlo und aus dem Amtsbezirk Wartenburg der Gemeindebezirk Dorna                          |
| Amtsgericht Liebenwerda  | Liebenwerda  | der Kreis Liebenwerda ohne die Teile, die den Amtsgerichten Elsterberga, Herzberg und Mühlberg zugeordnet waren |
| Amtsgericht Mühlberg     | Mühlberg     | aus dem Kreis Liebenwerda der Stadtbezirk Mühlberg, der Amtsbezirk Fichtenberg und der Amtsbezirk Coßdorf mit Ausnahme der Gemeindebezirke Bönitz und Kauxdorf und des Gutsbezirkes Kötten |
| Amtsgericht Prettin      | Prettin      | aus dem Landkreis Torgau der Stadtbezirk Prettin, die Amtsbezirke Annaburg, Oberförsterei Annaburg, Axien, Oberförsterei Thiergarten und der Amtsbezirk Großtreben ohne den Gemeindebezirk Dautzschen und der Gutsbezirk Mockritz |
| Amtsgericht Schlieben    | Schlieben    | aus dem Kreis Schweinitz der Stadtbezirk Schlieben, die Amtsbezirke Frankenhain, Hohenbucko, Lebusa und Wüstermarke, aus dem Amtsbezirk Collochau der Gemeindebezirk Krassig und der Gutsbezirk Weißenburg und aus dem Amtsbezirk Wildenau der Gemeindebezirk Knippelsdorf |
| Amtsgericht Schmiedeberg | Schmiedeberg | aus dem Kreis Wittenberg die Stadtbezirke Pretzsch und Schmiedeberg und Schönwalde, die Amtsbezirke Dahlenberg und königliche Domäne Pretzsch, der Amtsbezirk Reinharz außer den Gemeindebezirken Ateritz, Gaditz und Gommlo sowie aus dem Amtsbezirk Trebitz die Gemeindebezirke Kleinzerbst und Österitz |
| Amtsgericht Schweinitz   | Schweinitz   | aus dem Kreis Schweinitz die Stadtbezirke Schweinitz und Schönewalde, die Amtsbezirke Glücksburg, Mügeln, Oehna und Stolzenhain und der Amtsbezirk Holzdorf außer die Gemeindebezirke Cremitz und Premsendorf |
| Amtsgericht Torgau       | Torgau       | Landkreis Torgau außer den Teilen, die den Amtsgerichten Belgern, Dommitzsch und Prettin zugeordnet waren |
| Amtsgericht Wittenberg   | Wittenberg   | Landkreis Wittenberg außer den Teilen, die den Amtsgerichten Gräfenhainichen, Kemberg und Schmiedeberg zugeordnet waren |

Der  Landgerichtsbezirk hatte 1888 zusammen 221.143 Einwohner. Am Gericht waren ein Präsident, ein Direktor und sechs Richter tätig. In Wittenberg wurde eine Strafkammer für die Amtsgerichte Wittenberg, Kemberg, Schmiedeberg, Jessen und Schweinitz gebildet.
Nach dem Zweiten Weltkrieg wurden die Landgerichte Halle, Naumburg und Torgau 1945 in der SBZ aufgehoben und ein kurzlebiges Bezirksgericht Halle gebildet, das dann nach Merseburg verlegt wurde. Im Jahre 1946 entstanden die Landgerichte Halle, Naumburg und Torgau wieder neu. Zum Landgericht Torgau gehörten zum 1. Juli 1947 folgende Amtsgerichte: Herzberg, Bad Liebenwerda, Torgau und Wittenberg. Im Jahre 1952 wurden in der DDR die Landgerichte abgeschafft und einheitlich Kreis- und Bezirksgerichte geschaffen. Torgau kam zum Kreis Torgau, entsprechend entstand das Kreisgericht Torgau im Bezirk des Bezirksgerichtes Leipzig. Nach dem Zusammenbruch der DDR wurde das Landgericht Torgau nicht erneut gebildet.

## Gerichtsgebäude
Das Gerichtsgebäude aus dem Jahr 1820 (Markt 1) steht unter Denkmalschutz.